# Palau dels Papes de Sorgues
El Palau dels Papes de Sorgues és la primera residència papal construïda pel papat d'Avinyó al segle xiv per Joan XXII. Es va construir de 1318 a 1324 abans del Palau dels Papes d'Avinyó. Aquesta luxosa residència, dissenyada per Pierre de Gauviac ha servit de model per a la construcció de palau dels cardenals d'Avinyó. El palau ja era en mal estat quan durant la Revolució Francesa la ciutat de Sorgues va vendre les ruïnes com a pedrera a un grup de constructors.
En subsisteixen algunes parets integrat en cases. El 2013 s'hi van executar unes primeres excavacions.